# Holmestrand
Holmestrand ( ? i  escolteu-ne la pronunciació en noruec) és un municipi situat al comtat de Vestfold, Noruega. Té 10.741 habitants (2016) i la seva superfície és de 86,06 km². El centre administratiu del municipi és el poble homònim. Va ser establert l'1 de gener de 1838.
La ciutat es troba al fiord d'Oslo. Se li va concedir l'estatus de ciutat el 1752, però havia estat un port per a l'exportació de la fusta des del voltant del 1550. La ciutat s'ha desenvolupat a l'interior als últims anys, després de la inclusió de l'antic municipi de Botne.
La ruta europea E18 que va a través de Vestfold passa per l'oest del centre de Holmestrand i una carretera secundària connecten la ciutat amb aquesta carretera. La línia ferroviària de Vestfold travessa el centre de Holmestrand, i la ciutat té una estació de tren.

## Informació general

### Nom
La forma del nom en nòrdic antic va ser Holmastrand. El primer element és el cas genitiu de holmi que significa pujol rocós. L'últim element és strand que significa platja, costa o riba.

### Escut d'armes
L'escut d'armes és modern. Se'ls va concedir el 14 de novembre de 1898. L'escut mostra un àguila platejada sostenint una àncora daurada en la seva arpa esquerra i un bastó d'Esculapi daurat a la seva arpa dreta, tot sobre fons vermell. L'àguila en l'escut deriva de l'escut del comerciant Johan Heinrich Tordenskiold, qui, el 1819 va donar tota la seva fortuna per a la construcció d'una escola a Holmestrand. L'àguila també donava el seu nom al vaixell més gran del mercant el qual es mostra al pit de l'àguila blanca.
L'àncora simbolitza la importància de Holmestrand com a port. La serp del bastó d'Esculapi és el símbol de la medicina i simbolitza l'antic spa a Holmestrand que va existir als segles XVIII i xix.

## Fills il·lustres
- Harriet Backer (1845–1932), pintora
- Agathe Backer Grøndahl (1847–1907), compositora
- Nils Kjær (1870–1924), escriptor
- Aleksander_Vinter, productor de música electrònica

## Ciutats agermanades
Holmestrand manté una relació d'agermanament amb les següents localitats:
- Arsuk, Sermersooq, Groenlàndia
- Illes Åland, Finlàndia
- Eiði, Eysturoy, Illes Fèroe
- Herning, Jutlàndia Central, Dinamarca
- Husby, Schleswig-Holstein, Alemanya
- Kangasala, Finlàndia Oriental, Finlàndia
- Siglufjörður, Eyjafjörður, Islàndia
- Vänersborg, Västra Götaland, Suècia